# Palle Huld
Palle Huld, född 2 augusti 1912 i Hellerup, död 26 november 2010 i Köpenhamn, var en dansk skådespelare som medverkade i 40 filmer mellan 1933 och 2000.
År 1928 gjorde han en jorden runt-resa som han beskrev i boken Jorden runt på 44 dagar (Jorden rundt i 44 Dage af Palle), som blev översatt till över 11 språk. Han vann resan i en tävling som tidningen Politiken höll till 100-årsminnet av Jules Verne. Hergé läste boken och den gav honom inspiration att skapa figuren Tintin. Huld antogs vid Det Kongelige Teaters elevskole 1932. År 1935 for han tillsammans med skådespelaren Elith Foss på en resa genom Europa på en motorcykel. Senare åkte de även motorcykel till Teheran.

## Filmografi (urval)
- 1967 – Ryck mej i svansen, älskling!
- 1969 – Midt i en jazztid